# St. Stephan (Krefeld)

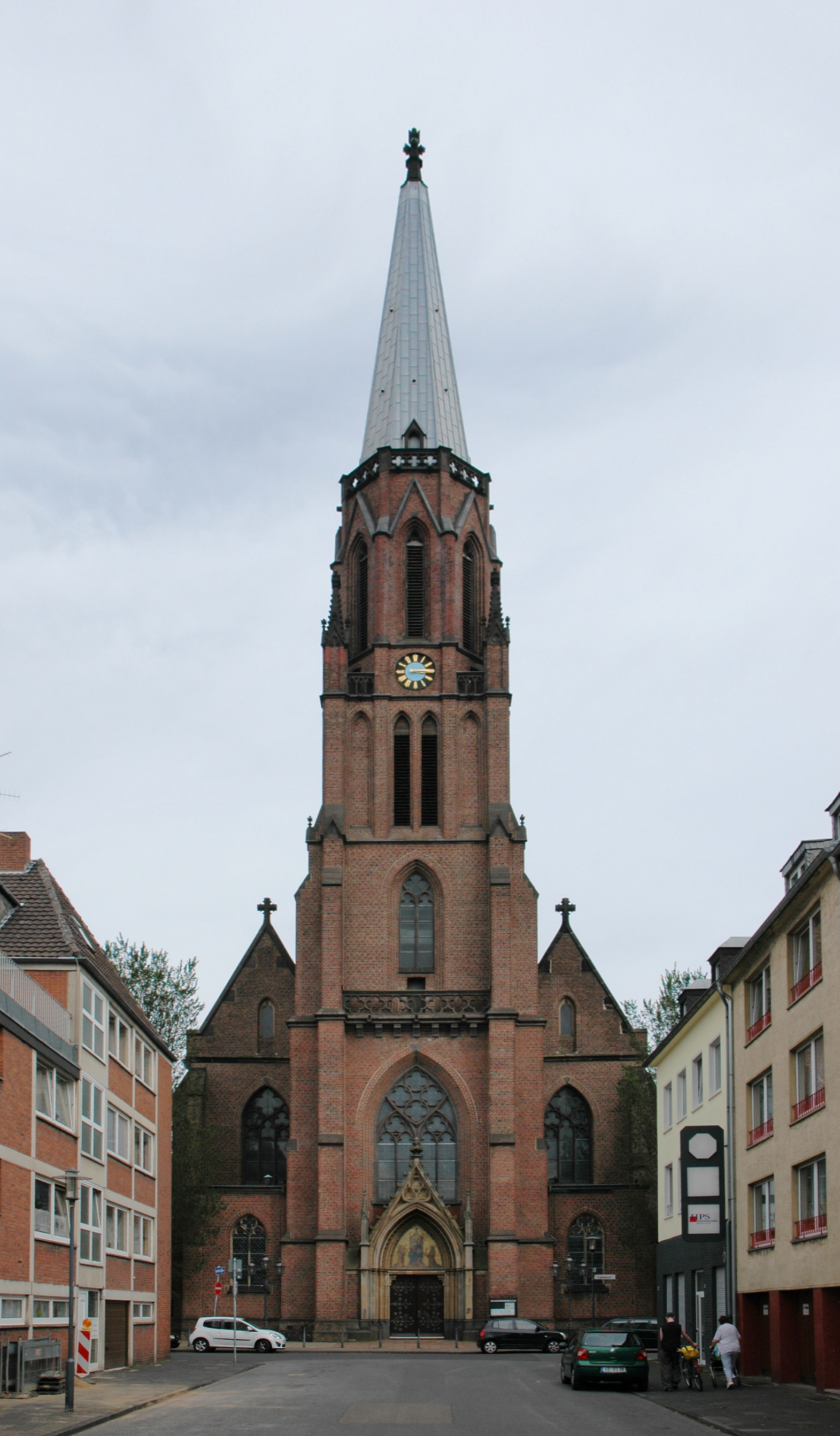
St. Stephan in Krefeld

St. Stephan ist eine römisch-katholische Pfarrkirche in der Innenstadt von Krefeld in Nordrhein-Westfalen. Sie steht unter dem Patronat des hl. Stephanus (Gedenktag 26. Dezember) und ist Pfarrkirche der Pfarre Heilig Geist Krefeld. Das Gotteshaus wurde zwischen 1854 und 1859 nach Plänen von Friedrich von Schmidt erbaut, 1881 bis 1884 folgte der Bau des Glockenturms.

## Lage
Das Kirchengebäude befindet sich in der südöstlichen Stadtmitte von Krefeld auf dem Stephanplatz. Axial auf den Glockenturm zu führt von Westen her die Stephanstraße.

## Geschichte
Mitte des 19. Jahrhunderts stieg die Einwohnerzahl Krefelds im Zuge der Industrialisierung stark an und damit nahm auch die Zahl der Katholiken stetig zu, sodass die bisher einzige katholische Pfarrkirche St. Dionysius deutlich zu klein wurde. Unter Pfarrer Gottfried Reinarz von St. Dionysius wurde 1845 ein „Kirchen-Bauverein zur Erbauung neuer Kirchen in Crefeld“ gegründet. Ziel des Bauvereins war die Erbauung von zwei neuen Pfarrkirchen zur Entlastung von St. Dionysius. Ende der 1840er Jahre genehmigte der Oberpräsident der Rheinprovinz die Errichtung zwei neuer Pfarreien mit den dazugehörigen Pfarrkirchen. Somit beauftragte man zum einen den Kölner Architekten Vincenz Statz mit der Planung einer neuen Kirche im Norden der Dionysiuspfarre, der heutigen Liebfrauenkirche sowie den ebenfalls in Köln tätigen Architekten Friedrich von Schmidt mit der Planung  einer neuen Kirche im Osten der Pfarre, der hier beschriebenen Pfarrkirche St. Stephan.
Friedrich von Schmidt legte 1852 die Pläne zur neuen Stephanskirche vor, die nach Änderungen auch genehmigt wurden. Baubeginn war 1854, den Grundstein legte der Erzbischof von Köln, Johannes Kardinal von Geissel am Nachmittag des 15. November 1854. Nach etwa fünfjähriger Bauzeit war St. Stephan soweit fertiggestellt, dass ab Weihnachten 1859 die erste Heilige Messe gefeiert werden konnte. Nach endgültiger Fertigstellung des Kirchenschiffs wurde die Kirche am 22. September 1861 benediziert. Am 5. Februar 1869 wurde St. Stephan von der Mutterpfarre St. Dionysius abgetrennt und zur eigenständigen Pfarrei erhoben. Noch fehlte jedoch der Glockenturm und auch die Sakristeien waren noch nicht fertiggestellt. 1874 wurden dann zunächst die Sakristeien ausgebaut.
Am 25. März 1877 stellte die seit 1872 in Krefeld bestehende Altkatholische Gemeinde an die Regierung einen Antrag auf Mitbenutzung von St. Stephan. Das nördliche Seitenschiff sollte durch eine Mauer abgetrennt werden und den Altkatholiken als Gottesdienstraum dienen. Durch Sammlungen der Katholiken wurde den Altkatholiken eine Abfindungssumme gezahlt und der bereits begonnene Bau der Mauer 1881 eingestellt. Die Altkatholiken bauten schließlich eine eigene Kirche.
Der Bau des Glockenturms folgte von 1881 bis 1884 unter der Leitung von Stadtbaumeister Johann Burkart. Dieser wurde bereits in den 1890er Jahren restauriert, die den Turm flankierenden Kapellen nach Plänen des Düsseldorfer Architekten Josef Kleesattel angebaut.
Da St. Stephan durch die weiter zunehmende Zahl der Gläubigen schon bald zu klein wurde, wurde der Bau weiterer Kirchen erforderlich. 1892 bis 1894 wurde St. Johann Baptist und 1914 St. Elisabeth erbaut. Der Gemeindebezirk St. Johann Baptist wurde 1897 Pfarre, St. Elisabeth 1918.
Im Zweiten Weltkrieg wurde die Kirche durch den Abwurf von Brand- und Sprengbomben vor allem 1943 stark beschädigt. Die Beseitigung der Kriegsschäden war 1952 abgeschlossen. 1969 bis 1971 wurde der Turm saniert, dabei jedoch stark verändert. Bei der Sanierung der gesamten Kirche zwischen 1985 und 1989 wurde der Turm wieder in den Urzustand zurückversetzt.
Zum 1. Januar 2010 wurde die Pfarre St. Stephan aufgelöst und mit den ebenfalls aufgelösten Pfarreien St. Elisabeth und St. Antonius zur neuen Pfarre Heilig Geist fusioniert. St. Stephan wurde Pfarrkirche dieser neuen Pfarre.

## Baubeschreibung
St. Stephan ist eine dreischiffige und siebenjochige Backsteinhallenkirche in Formen der Neugotik. Die Chöre der Seitenschiffe im Osten sind dreiseitig geschlossen, der Hauptchor ist zweijochig und fünfseitig geschlossen. Seitlich an den Hauptchor angebaut sind die beiden Sakristeien. Der im Westen vorgebaute Glockenturm hat vier Geschosse, das oberste Geschoss geht von einem Quadrat in ein Achteck über, darüber erhebt sich der achtseitige steile Turmhelm, der von einer Kreuzblume bekrönt wird.
Der gesamte Innenraum wird von Kreuzrippengewölben überwölbt, die Fenster besitzen zwei- bis dreibahniges Maßwerk.

## Ausstattung
Der nur in Teilen erhaltene Hochaltar wurden 1860 nach Entwurf von Heinrich Wiethase aufgestellt. Der Taufstein stammt aus dem Jahr 1866, das Chorgestühl aus 1871/72. Die Buntglasfenster im Kirchenschiff schuf Maria Hilgers 1961, die Fenster im Chor Josef Strater 1955.
Die 37 Register umfassende Orgel ist ein Werk der Orgelbauwerkstatt Romanus Seifert & Sohn aus den Jahren 1965 und 1973 (Opus 318).
Die Spieltrakturen sind mechanisch, die Registertraktur elektrisch. Das Schleifladeninstrument hat folgende Disposition:
| I Rückpositiv C–g3 |                 |       |
| 1.                 | Gedackt         | 8′    |
| 2.                 | Weidenpfeife    | 8′    |
| 3.                 | Prinzipal       | 4′    |
| 4.                 | Koppelflöte     | 4′    |
| 5.                 | Waldflöte       | 2′    |
| 6.                 | Sesquialtera II | 2 ⁄3′ |
| 7.                 | Nasat           | 1 ⁄3′ |
| 8.                 | Scharff V       |       |
| 9.                 | Dulcian         | 16′   |
| 10.                | Krummhorn       | 8′    |
|                    | Tremulant       |       |

| II Hauptwerk C–g3 |            |       |
| 11.               | Quintade   | 16′   |
| 12.               | Principal  | 8′    |
| 13.               | Flöte      | 8′    |
| 14.               | Oktave     | 4′    |
| 15.               | Rohrflöte  | 4′    |
| 16.               | Nasat      | 2 ⁄3′ |
| 17.               | Oktave     | 2'    |
| 18.               | Mixtur VI  |       |
| 19.               | Cornet III | 8′    |
| 20.               | Trompete   | 8'    |
| 21.               | Clairon    | 4'    |
|                   | Tremulant  |       |

| III Schwellwerk C–g3 |              |        |
| 22.                  | Holzgedackt  | 8′     |
| 23.                  | Blockflöte   | 4′     |
| 24.                  | Prinzipal    | 2′     |
| 25.                  | Octavin      | 1′     |
| 26.                  | Terz         | 1 3⁄5′ |
| 27.                  | Cymbel II    |        |
| 28.                  | Rohrschalmei | 8'     |
|                      | Cymbelstern  |        |
|                      | Tremulant    |        |

| Pedal C–f1 |               |     |
| 29.        | Prinzipal     | 16′ |
| 30.        | Gedacktbass   | 16′ |
| 31.        | Oktave        | 8′  |
| 32.        | Pommer        | 8′  |
| 33.        | Choralbass    | 4′  |
| 34.        | Hintersatz VI |     |
| 35.        | Posaune       | 16′ |
| 36.        | Trompete      | 8′  |
| 37.        | Zinke         | 4′  |

- Koppeln: I/II, III/II, III/I, I/P, II/P, III/P
- 2 freie Kombinationen, 1 freie Pedalkombination

## Pfarrer
Folgende Priester wirkten bislang als Pfarrer an St. Stephan bzw. seit 2010 als Pfarrer der Pfarrer Heilig Geist:
- 1894–1908: Andreas Hubert Flecken
- 1908–19?: Karl Gey
- 1929–1934: Josef Göttsches
- 1934–1949: Johannes Scheufens
- 1949–1969: Johannes Pottbeckers
- 1969–1989: Wilhelm Merkelbach
- 1989–1991: Theo Wolf
- Seit 1991: Norbert Lucht